# Świerzno
Świerzno è un comune rurale polacco del distretto di Kamień Pomorski, nel voivodato della Pomerania Occidentale.
Ricopre una superficie di 140,20 km² e nel 2005 contava 4 215 abitanti.